# Cavalleria rusticana

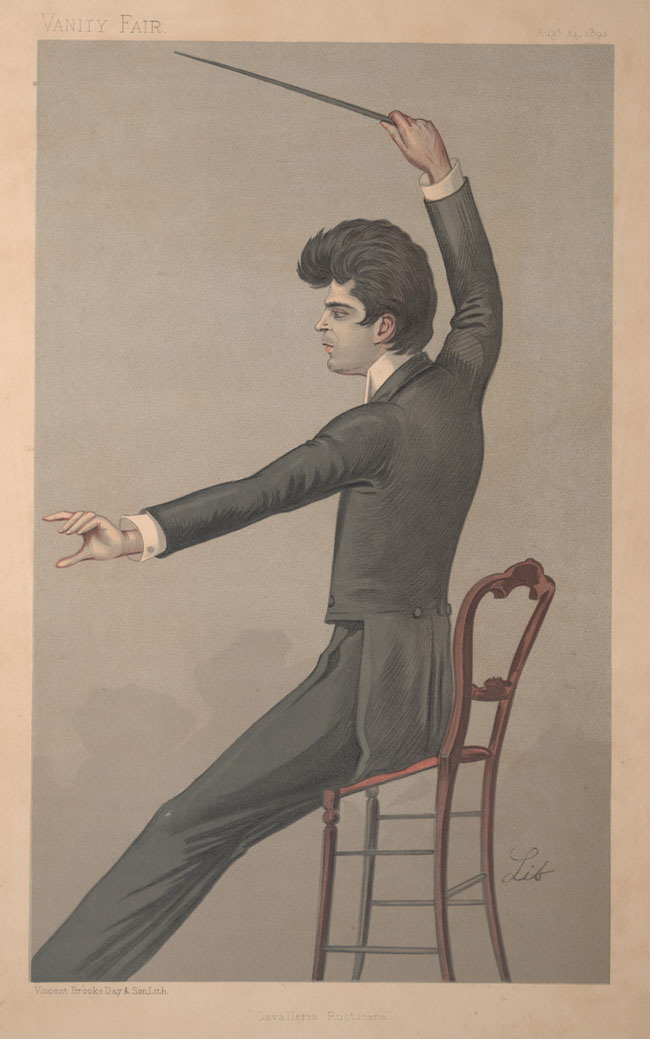
Mascagni dirigerar Cavalleria rusticana. Karikatyr.

Cavalleria rusticana (ungefär 'bondeheder') eller På Sicilien är en italiensk opera i en akt i veristisk stil komponerad av Pietro Mascagni. Librettot av Giovanni Targioni-Tozzetti och Guido Menasci bygger på novellen Cavalleria rusticana av Giovanni Verga. Operan hade premiär 1890 i Rom.

## Bakgrund

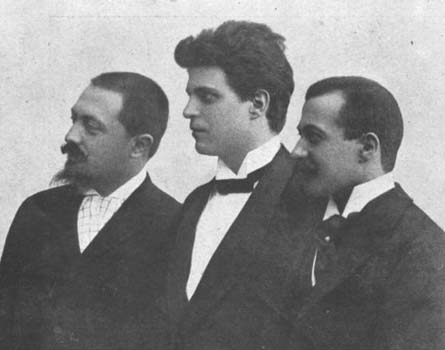
Mascagni i mitten omgärdad av Targioni-Tozetti och Menasci.

Mascagni var elev till Ponchielli i Milano och turnerade som ung med kringresande operasällskap. Efter att ha slagit sig ned som musiklärare i Cerignola skrev han sina första operor Pinotta och Guglielmo Ratcliff. Av en tillfällighet föll hans ögon på musikförlaget Sonzognos utlysning av en tävling för unga italienska kompositörer som ännu inte hade fått sina operor uppförda. Tävlingen gick ut på att komponera en enaktsopera och de tre bästa resultaten skulle sättas upp i Rom på Sonzognos bekostnad.
Tillsammans med två diktarvänner, Guido Menasci och Giovanni Targioni-Tozetti, gjorde de ett libretto av en berättelse av den sicilianske folklivsskildraren Giovanni Verga. Så snart de hade klottrat ned ett par verser på ett vykort avsändes detta till Mascagni som komponerade så snabbt att han ofta var före författarna. Enligt tävlingsreglerna skulle endast enaktare kunna deltaga. Mascagnis opera var emellertid i två akter och för att ej bli avvisad måste han låta ridån vara uppe hela tiden och förbinda de två delarna med det kända intermezzot. Då verket var färdigt och inlämnat (samma dag som anmälningstiden gick ut) förlorade Mascagni helt modet. Så liten tro på att han skulle vinna priset hade han att han bad sin vän Puccini att skaffa honom ett arbete som kontrabasist i någon orkester. Sammanlagt inkom 73 operaförslag och 5 mars 1890 hade juryn valt ut de vinnande tre bidragen varav Mascagnis var ett. Premiären ägde rum på Teatro Constanzi i Rom den 17 maj 1890 inför endast en halvfull salong, men trots detta var publiken vild av hänförelse och snart gjorde operan sitt segertåg över världen. När Mascagni dog 1945 hade operan uppförts mer än 14 000 gånger bara i Italien. Då operan endast varar cirka 75 minuter spelas den ofta tillsammans med en annan kort opera, som regel Leoncavallos Pajazzo. I engelskspråkiga länder går denna dubbelföreställning ofta under beteckningen Cav & Pag.
Den svenska premiären ägde rum på Stockholmsoperan den 11 december 1890 och den iscensattes åter med premiär den 27 januari 1924, den 29 januari 1927, den 18 april 1944, den 9 januari 1954 samt den 17 december 1992. I åtminstone den senaste av dessa uppsättningar gick den under namnet På Sicilien. 
Den sattes upp på Göteborgsoperan med premiär den 2 oktober 1999, samt den 9 februari 2019. I båda dessa fall under ursprungsnamnet Cavalleria rusticana.

## En veristisk nationalopera
Cavalleria rusticana är en hänförande opera, trots att det finns mycket att anmärka på i såväl formellt som dramaturgiskt avseende och det inte handlar om någon milstolpe i operahistorien. Vad gäller den exotiska lokalfärgen och naturalismen är operan varken mer passionerad än Verdis Trubaduren eller mer originell än Bizets Carmen. Men runt sekelskiftet 1900 uppstod med den här enaktaren ändå en ny trend inom operakonsten: verismen. Med denna avsågs en osminkad framställning av vardagsrealismen utan överdrifter. Cavalleria rusticana blev till ett av musikteaterns mest populära verk. Melodierna ingår sedan länge i den italienska vistraditionen och den mest berömda (ur Intermezzot) sjungs till och med av Venedigs gondoljärer. Om man vill kalla någon opera för en italiensk nationalopera måste det bli Cavalleria rusticana. Främst på grund av handlingen: kärlek, svartsjuka och dödlig hämnd (vendetta). Men även skådeplatsen och tidpunkten – en siciliansk by på påskdagen – är beaktansvärda, efter det kyrkan härigenom hamnar i blickpunkten som det centrala i tillvaron.

## Operans många sångnummer
I verket har berättelsen nästan blivit överflödig, i så hög grad har melodierna lämnat sitt ursprung för att bli örhängen. Desto intressantare blir det när man inser att de här "örhängena" tjänade en bestämd dramatisk avsikt vid verkets uruppförande. Det här visar redan det första sångnumret som är en siciliana. Här uppenbaras Turiddus blinda kärlek till Lola. I den festliga "Entrékören" uttrycks såväl vårstämningen som sysslorna under en italiensk söndag på landet. Allt fler människor försvinner in genom kyrkportarna, kyrkan öppnar sig för de rättfärdiga, medan syndarna måste stanna kvar utanför. Det tror i alla fall Turiddus mor Lucia och Santuzza, som utan äktenskapets välsignelse har gett sig åt Turiddu. Det finns inte särskilt mycket dramatisk dialog i operan. Därför tvingades tonsättaren att antyda förhistorien under föreställningens gång. Detta gav operan ett raskt tempo, som motverkade risken för att de känslosamma situationerna skulle göra den långdragen. Inom kort presenteras Alfio ("Kuskvisan" med körrefräng): en munter, något råbarkad karl. Efter "Kuskvisan", som är uppbyggd på korta motiv, följer den stora "Påskhymnen" eller "Kyrkokören" i vilken även Santuzza stämmer in.

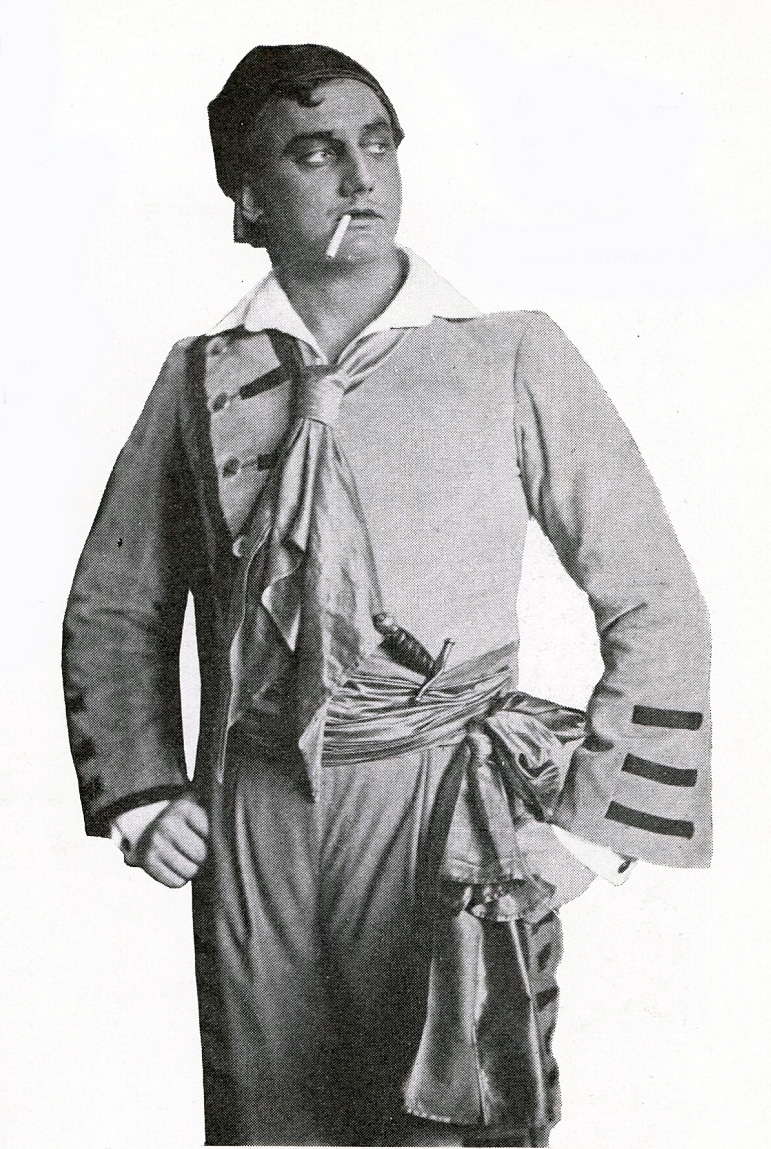
Einar Beyron som Turrido 1927.

Vad som faktiskt utspelar sig mellan de fem sicilianska byborna under denna påskdag får åskådarna veta först i mitten av handlingen. Santuzza bekänner inför mor Lucia (i form av en aria) sin kärlek till Turiddu och avslöjar även att han har varit henne otrogen genom att få tillbaka till Lola och att han brutit sitt äktenskapslöfte. Den okonstlade melodin påminner i början av hennes berättelse om en folkvisa och den sorgliga fortsättningen är en av operans vackraste melodier. Santuzzas aria mynnar ut i en kort dialog med mor Lucia och recitativet följer alltså här efter det avslutade sångnumret istället för att föregå det, vilket tidigare var brukligt. Även Santuzzas och Turiddus duett följer en ovanlig formidé: den ramar in "Lolas ritornell" (som sjungs bakom scenen). Detta slutna och skarpt kontrasterande nummer hörs i mitten av duetten och väcker ny förtvivlan hos såväl Santuzza som Turiddu. "Lolas ritornell" blev så populär att den rent av trycktes på vykort under Mascagnis porträtt.
Före katastrofen sjunger Turiddu efter bästa förmåga en dryckesvisa, vars munterhet står i skarp kontrast mot den tragiska handlingen och ytterligare stegrar spänningen. Turiddu, som hyser onda aningar, tar avsked av Lucia och ber att hon skall ta hand om Santuzza efter hans död. Här handlar det nästa om en talad monolog, där endast det förtvivlade känsloutbrottet "översätts" i en storslagen melodi.

## Personer
- Santuzza, en ung bonddotter (sopran)
- Turridu, en ung bonde (tenor)
- Lucia, hans mor (alt)
- Alfio, skjutsbonde (baryton)
- Lola, hans hustru (mezzosopran)
- En hustru (talroll)
- En kvinna (talroll)
- Bondfolk, män, kvinnor, barn (kör)

## Handling

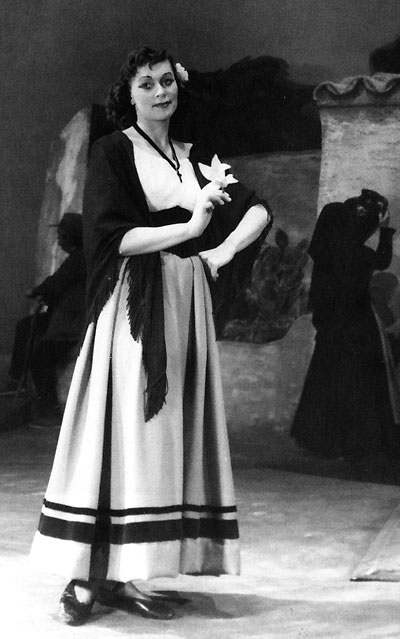
Elisabeth Söderström som Lola 1954.

Operan är ett svartsjukedrama som utspelar sig på påskdagen 1880 på torget i en by på Sicilien. Turiddu kommer hem efter militärtjänst och finner sin fästmö Lola nu gift med Alfio. För att trösta sig slår han följe med Santuzza men slår ändå sina lovar kring Lolas hus. Det blir förvecklingar och det slutar med att Alfio dödar Turiddu i en knivduell. Föreställningen varar i drygt en timme.
Turiddu är förälskad i Lola men har blivit inkallad för att göra sin militärtjänst. När han återvänder hem har hon gift sig med skjutsbonden Alfio. Men passionen brinner fortfarande inom honom och i sin besvikelse söker han tröst i Santuzzas famn. Han lovar att gifta sig med henne. Hon är djupt förälskad i Turiddu och ger sig åt honom. Men Lola unnar inte väninnan lyckan, utan flirtar med Turiddu och lockar honom i sitt nät. Santuzza känner sig på påskdagen som en synderska och förmår inte besöka kyrkan. Hon anförtror sig till Turiddus mor, som dock inte kan hjälpa henne. I yttersta förtvivlan över att ha blivit avvisad av Turiddu avslöjar Santuzza Lolas förhållande med Turiddu för Alfio. Alfio utmanar äktenskapsbrytaren till tvekamp. Turiddu hyser onda aningar och ber sin mor att ta sig an Santuzza innan han dör.

## I andra verk
I Hjalmar Söderbergs dagboksroman Doktor Glas beskrivs hur en man i ett öppet fönster spelar intermezzot på flöjt, i bokens avsnitt 8 augusti.
I inledningen av Martin Scorseses film Tjuren från Bronx, om boxaren Jake Lamotta, används intermezzot i inledningen av filmen. Den spelas när Jake La Mottas visas ung och oförstörd i ringen under sin storhetstid, som kontrast till när filmen börjar och en förhärdad och sliten Jake La Motta talar till sin spegelbild. Den används också under eftertexterna.
Musiken används under sista fjärdeelen av Gudfadern III av Francis Ford Coppola. Huvudpersonen, maffialedaren Michael Corelone, ser sin son göra huvudrollen på operan i Palermo. Parallellt med scener från operan visas hur Corleone sitter i logen och följer handlingen samtidigt som hans mannar mördar flera av maffialedarens kontrahenter, till bakgrund av musiken, och flera scener har paralleller i operan.

## Berömda utdrag
- "Siciliana". O Lola, ch'ai di latti (Turiddu)
- "Kuskvisan". Il cavallo scalpita (Framåt går det i galopp) (Alfio)
- "Påskhymnen" eller "Kyrkkören". Regina Coeli, laetare. Quia, quem meruisti portare (Santuzza med kör)
- Voi lo sapete, o mamma, prima d'andar soldato (Innan Turiddu reste för att sitt land försvara) (Santuzza)
- "Lolas ritornell". Fior di giaggiolo (Lola)
- No, no Turiddu, rimani, rimani ancora (Nej, nej Turiddu, du kan inte hjärtat förhärda) (Santuzza och Turiddu)
- "Intermezzo" (orkestern)
- "Dryckesvisan". Viva il vino spumeggiante (Låt oss nu en bägare tömma) (Turiddu, Lola och kören)